# 瞄
《瞄》（Muse）是香港的一本文化藝術雜誌，編輯總監為林沛理，以月刊形式出版。主要以英文撰寫，但亦有刊載中文文章。目標成為瞄準香港的in-depth 文化誌。為讀者提供的，是一種道地、絕對香港的閱讀經驗。以中英結合的敘述方式，用英文做底，中文做引。雜誌內容涉及香港文化生活的方方面面，闢除惡俗的大眾趣味，又要避免干澀的學術探討語氣。
於2010年12月停刊。

## 歷史
《瞄》於2007年2月創刊，以美國著名文化雜誌《紐約客》作藍本。創刊人Frank Proctor來自美國北卡羅萊納州，在紐約新聞週刊工作。1997年到港擔任該公司亞洲總經理，從此激起對香港文化的熱情，於2005年辭去全職工作，創辦一本以本地人和外國人為目標讀者的雙語刊物。並邀得文化人林沛理出任編輯總監。

2008年3月，《瞄》獨家刊載了張愛玲《色，戒》的英文原本《諜戒》（The Spyring）。
2008年7月，《瞄》與香港貿易發展局於香港書展中舉辦了兩個由編輯總監林沛理主持的講座，分別是《閱讀不孤獨》和《能說不的秘密》，客席講員有毛俊輝、甘國亮及李歐梵。
2010年12月，《瞄》出版最後一期後停刊，但雜誌社仍會將專欄文章結集成書出版。

## 內容
雜誌的主要內容有人物訪問、專題報導、小說、電影評論、舞台劇評論等。

## 作者
雜誌曾刊登多位知名人士的作品，如龍應台的散文、林在山的專欄、李歐梵的書評、董啟章及平路的小說、也斯的食評及小說等。

## 文化及學術研究贊助
《瞄》曾贊助香港不少文化活動，如香港藝術節、香港國際電影節 《HKIFF "My Cinema"》 、香港國際電影節、香港夏日電影節等。
學術研究方面，《瞄》贊助香港大學新聞及傳媒研究中心成立駐校評論家（Critic-in-residence）計劃，每學期讓一名外國記者在港大交流研究。

## 外部連結
- 《瞄》官方網頁 （页面存档备份，存于）
- 專訪﹕《瞄》雜誌主編林沛理 瞄準中英文靈魂之窗 陳慧瑩 （页面存档备份，存于）
- 《大公報》的報導
- 《Muse magazine's Perry Lam: 'Art is manipulation'》  CNN Travel  2010年3月4日 （页面存档备份，存于）